# Winfried Pinger
Winfried Pinger (* 15. Mai 1932 in Lindlar; † 29. Oktober 2021) war ein deutscher Rechtswissenschaftler und Politiker (CDU).

## Leben und Beruf
Pinger studierte von 1952 Rechts-, Volks- und Betriebswirtschaften an der Universität zu Köln. Dort wurde er Mitglied der katholischen Studentenverbindung KStV Rheinpfalz Köln im KV. 1955 macht er seine Referendarexamen. 1958 wurde er mit einer Arbeit über ein verfassungsrechtliches Thema an der Kölner Universität zum Dr. jur. promoviert. 1960 bestand er sein Assessorexamen. Von 1960 bis 1974 sowie ab 1980 war er als Rechtsanwalt beim Landgericht Köln tätig. 1972 habilitierte sich Pinger; von 1974 bis 1984 war er ordentlicher Professor für Zivilrecht und Zivilprozessrecht an der Universität Bielefeld.
Winfried Pinger war Partner (Arbeitsschwerpunkt: Recht der Unternehmensnachfolge und Erbrecht) der Kölner Rechtsanwaltskanzlei CBH. Zudem war er Vorsitzender der Kölner Vereinigung für Erbrecht und Unternehmensnachfolge. Er war von 1978 bis 2009 Aufsichtsratsmitglied und von 1993 bis 2009 Aufsichtsratsvorsitzender des Aufsichtsrates der Deutschen Vermögensberatung AG in Frankfurt am Main und des Stiftungskuratoriums der „Peter-Hesse-Stiftung“, die Selbsthilfeprojekte in Haiti unterstützt.
Ferner engagierte er sich als Vorsitzender des Kuratoriums der W. P. Schmitz-Stiftung, Düsseldorf, einer gemeinnützigen Stiftung für Entwicklungshilfe, sowie als Kuratoriumsmitglied der Hilfsorganisation CARE Deutschland. Zudem war er wissenschaftlicher Berater des Bundes Katholischer Unternehmer (BKU) und leitete dort den Arbeitskreis „Unternehmerische Entwicklungszusammenarbeit“ mit dem Schwerpunktthema Mikrofinanz.
Winfried Pinger war verheiratet und hatte sechs Kinder. Er starb Ende November 2021 im Alter von 89 Jahren.

## Partei
Pinger war seit 1957 Mitglied der Christlich Demokratischen Union Deutschlands (CDU). Seit 1974 war er stellvertretender Landesvorsitzender der Mittelstands- und Wirtschaftsvereinigung (MIT) der CDU in Nordrhein-Westfalen, seit 1969 Mitglied des Bundesvorstandes der Mittelstands- und Wirtschaftsvereinigung.

## Abgeordneter
Winfried Pinger war Mitglied des Deutschen Bundestages von 1969 bis 1972 und wieder von 1976 bis 1998. Er wurde über die Landesliste Nordrhein-Westfalen gewählt.
Von 1982 bis 1998 war er Vorsitzender der Arbeitsgruppe wirtschaftliche Zusammenarbeit der CDU/CSU-Bundestagsfraktion sowie entwicklungspolitischer Sprecher der CDU/CSU-Fraktion.
Winfried Pinger war ordentliches Mitglied des Ausschusses für wirtschaftliche Zusammenarbeit und Entwicklung des Deutschen Bundestages sowie stellvertretendes Mitglied des Finanzausschusses. Zudem war er Mitglied der Parlamentarischen Versammlung der OSZE sowie stellvertretendes Mitglied der Interparlamentarischen Union.

## Zitate
- „Ein schlafender Riese, der geweckt werden muß.“ – Winfried Pinger zum deutschen Mittelstand.[4]

## Schriften
- mit Dieter Eickmann: Immobiliarsachenrecht. Müller, Heidelberg 1988, ISBN 3-8114-3987-1.
- mit Ulf Scharrelmann und Marita Thissen: 20 Probleme aus dem BGB, das Eigentümer-Besitzer-Verhältnis. Metzner, Frankfurt am Main 1988, ISBN 3-7875-2233-6.
- mit Harm Peter Westermann und Karl-Heinz Gursky: Grundlagen und Recht der beweglichen Sachen. Müller, Heidelberg 1990, ISBN 3-8114-0288-9.
- Entflechtung, Privatisierung, Mittelstand: soziale Marktwirtschaft in der DDR. Mittelstands-Verlag, Bonn 1990, ISBN 3-923148-44-5.
- Die neue Entwicklungspolitik: Konsequenzen für die deutsche Entwicklungszusammenarbeit. Nomos, Baden-Baden 1997, ISBN 3-7890-5035-0.
- Armutsbekämpfung: eine Herausforderung für die deutsche Entwicklungspolitik. Horlemann, Bad Honnef 1998, ISBN 3-89502-077-X.
- Radikale Wende für Afrika. Europa muss umdenken. Ohne eine neue Entwicklungspolitik droht die große Massenflucht aus dem Süden, in: SZ Nr. 64, 17. März 2017, S. 2.